# 야마구치 중앙우편국

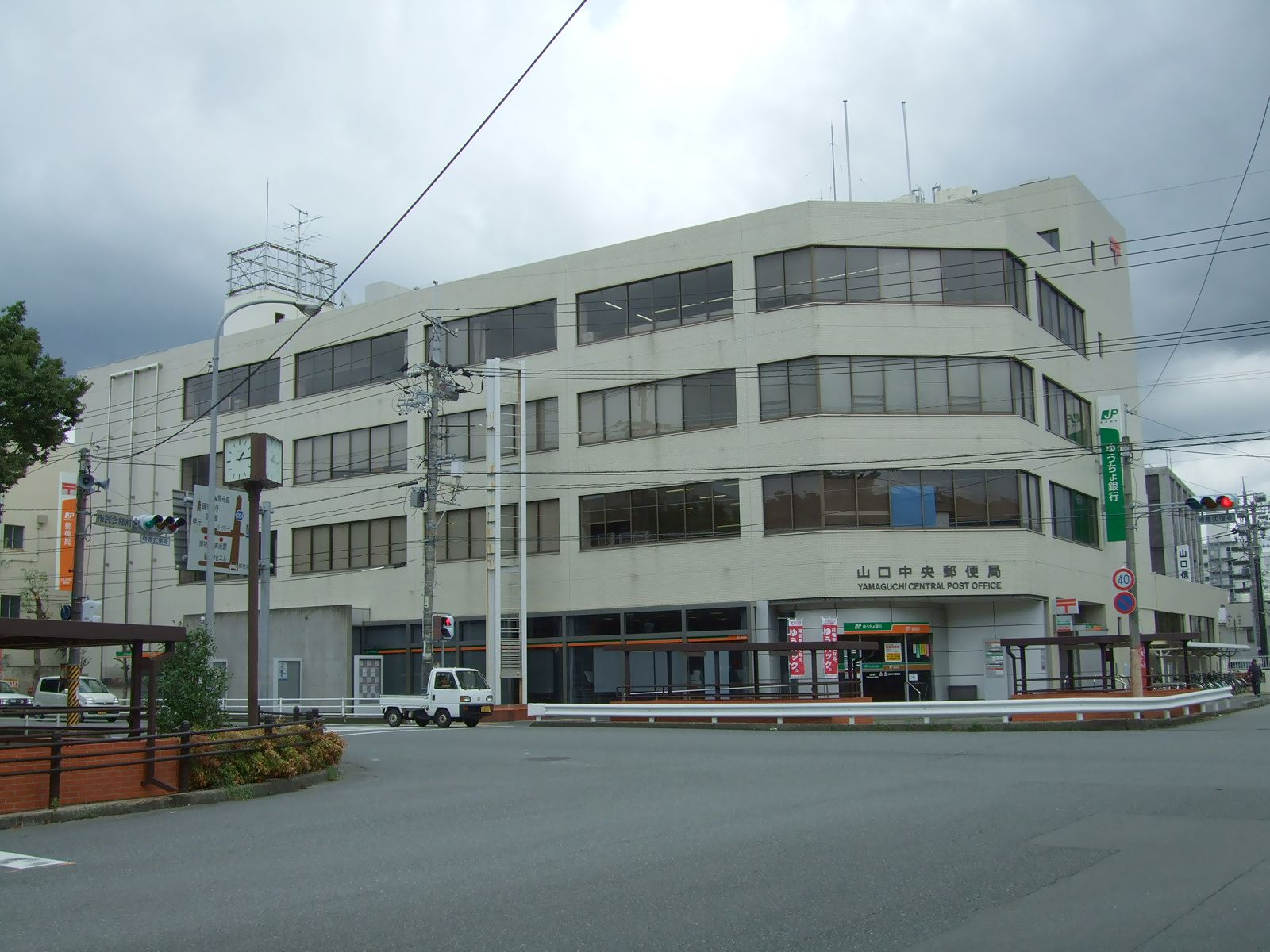
야마구치 중앙우편국

야마구치 중앙우편국(일본어: 山口中央郵便局 쓰나시마츄오유빈쿄쿠[*])는 야마구치현 야마구치시에 위치한 우체국이다.